# Open international Stade français Paris
L'open international du Stade Français était un tournoi de golf professionnel disputé de 2005 à 2010. Inscrit au calendrier du circuit européen de l'Alps Tour de 2005 à 2009 et du circuit français de l'AGF-Allianz golf Tour, il avait lieu en région parisienne, au golf du Stade français-Courson, à Bruyères-le-Châtel en Essonne.

## Palmarès
| Édition                                 | Année                             | Date                              | Lieu                              | Dotation                          | Vainqueur                         | Score                             |
| Allianz Open Paris Stade français       | Allianz Open Paris Stade français | Allianz Open Paris Stade français | Allianz Open Paris Stade français | Allianz Open Paris Stade français | Allianz Open Paris Stade français | Allianz Open Paris Stade français |
| --------------------------------------- | --------------------------------- | --------------------------------- | --------------------------------- | --------------------------------- | --------------------------------- | --------------------------------- |
| 6e                                      | 2010                              | 16-19 septembre                   | Golf du Stade-Français-Courson    | 50 000 €                          | Raphaël Eyraud                    | 277 (-11)                         |
| 5e                                      | 2009                              | 10-13 septembre                   | Golf du Stade-Français-Courson    | 45 000 €                          | Michaël Lorenzo-Vera              | 293 (+5)                          |
| Open International Stade français Paris |                                   |                                   |                                   |                                   |                                   |                                   |
| 4e                                      | 2008                              | 11-14 septembre                   | Golf du Stade-Français-Courson    | 45 000 €                          | Jean-François Remesy              | 272 (-16)                         |
| 3e                                      | 2007                              | 13-16 septembre                   | Golf du Stade-Français-Courson    | 45 000 €                          | Julien Quesne                     | 279 (-9) *                        |
| 2e                                      | 2006                              | 24-27 septembre                   | Golf du Stade-Français-Courson    | 45 000 €                          | Christophe Brazillier             | 279 (-9) *                        |
| 1e                                      | 2005                              | 14-17 septembre                   | Golf du Stade-Français-Courson    | 45 000 €                          | Grégory Bourdy                    | 280 (-8) *                        |

(*) Victoire en play-off. En 2011 Raphaël Eyraud (France) bat Mathieu Bey (France). En 2007 Julien Quesne (France) bat Éric Moreul (France) et Anthony Grenier (France). En 2006 Christophe Brazillier (France) bat Michaël Lorenzo-Vera (France). En 2005 Grégory Bourdy (France) bat Adrien Mörk (France) et Sarel Son-Houi (France).